# Helmintologia
L'helmintologia (del grec -helminthos (ἕλμινθος) i –logia (-λογία)) o -logos (λογος)) és la branca de la zoologia que s'encarrega de l'estudi dels cucs o helmints. També pot ser considerada una branca de la parasitologia, ja que és el camp en el que interessa aquesta agrupació d'animals.
Els cucs als que pren més atenció és als intestinals, entre els quals es troben els nematodes i els platihelmints.
Es considera a Francesco Redi el fundador de l'helmintologia.